# Punta de Capdepera
La punta de Capdepera és un cap de la costa de Mallorca situat al nord-est de l'illa, dins el terme de Capdepera. Constitueix el punt més oriental de l'illa, i dona nom a la vila de Capdepera, en tant que, antigament, era anomenat Cap de la Péra (forma antiga de pedra).
El tractat de Capdepera (1231), que respectava el govern de Menorca al seu cadi a canvi d'un tribut al rei d'Aragó, rep el nom d'aquest cap. Segons la llegenda, el Rei en Jaume aprofità la proximitat entre la punta de Capdepera i el cap d'Artrutx a Menorca per fer por als sarraïns menorquins fent-los creure que el seu exèrcit era molt més gros que no era en realitat: els cristians provocaren un incendi a la zona del cap i els sarraïns, atemorits per l'amenaça d'un exèrcit immens, enviaren missatgers als cristians reclamant un tractat de pau, que sembla que se signà al castell de Capdepera.
A escassos metres del cap, el 1751 es construí una torre de defensa per protegir la zona de Cala Rajada i Cala Agulla dels possibles atacs dels britànics de Menorca. El 1808 va ser atacada pel del corsari Thomas Cochrane (en) i va romandre parcialment derruïda; per aquest motiu, rep el nom de Torre Esbucada. El 1861 es construí el Far de Capdepera, just damunt la punta del cap, seguint un projecte d'Emili Pou i Bonet (de).